# Hát scat

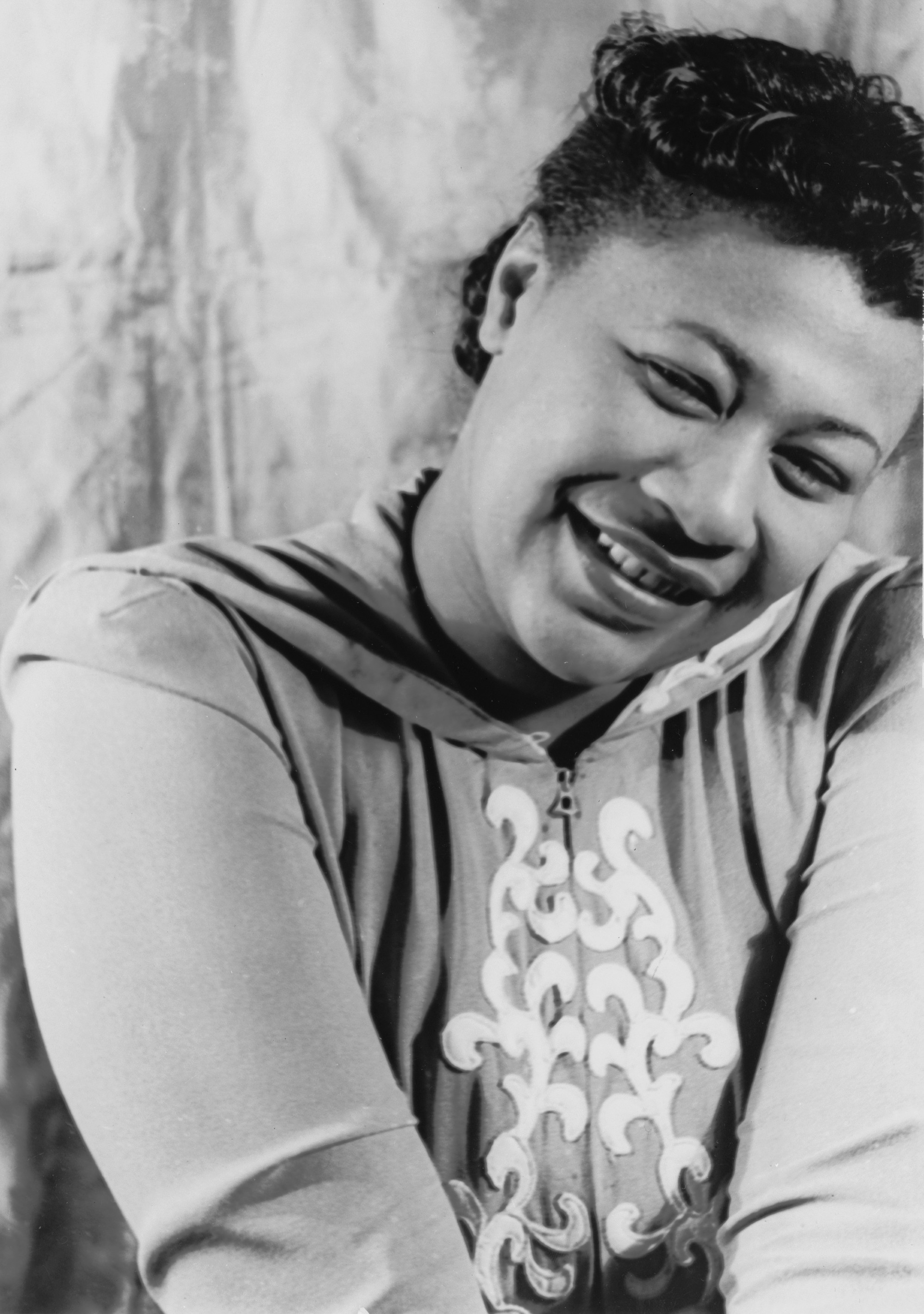
Ella Fitzgerald được coi là ca sĩ hát scat giỏi nhất trong lịch sử nhạc jazz..

Hát scat là lối hát ngẫu hứng dùng những từ vô nghĩa hoặc những âm tiết vui tai. Giọng hát của ca sĩ được sử dụng như một loại nhạc cụ. Kỹ thuật hát scat được đánh giá là rất khó. Hát scat thường được sử dụng trong nhạc jazz nhưng đôi khi cũng được sử dụng trong các loại nhạc khác như pop (Mao Mao - Mao Mao) hay rock (Focus - Hocus Pocus).

## Sách tham khảo
- Berliner, Paul (1994). Thinking in Jazz: The Infinite Art of Improvisation. Chicago: University of Chicago Press. ISBN 978-0-226-04381-4..
- Crowther, Bruce; Pinfold, Mike (1997). Singing Jazz. London: Miller Freeman Books. ISBN 0-87930-519-3..
- Edwards, Brent Hayes (2011). "Louis Armstrong and the Syntax of Scat". Critical Inquiry. Quyển 28 số 3. tr. 618–649. doi:10.1086/343233. ISSN 0093-1896.. Brief excerpt Lưu trữ ngày 6 tháng 12 năm 2008 tại Wayback Machine available online.
- Friedwald, Will (1990). Jazz Singing: America's Great Voices from Bessie Smith to Bebop and Beyond. New York: Charles Scribner's Sons. ISBN 0-684-18522-9..
- Giddins, Gary (2000). Rhythm-A-Ning: Jazz Tradition and Innovation. Cambridge, Massachusetts: Da Capo Press. ISBN 0-306-80987-7..
- Grant, Barry Keith (1995). "Purple Passages or Fiestas in Blue? Notes Toward an Aesthetic of Vocalese". Trong Gabbard, Krin (biên tập). Representing Jazz. Durham, North Carolina: Duke University Press. ISBN 978-0-8223-1594-0..
- Higgins, Dick (1985). "A Taxonomy of Sound Poetry". Trong Kostelanetz, Richard; Scobie, Stephen (biên tập). Precisely Complete. Archae Editions. ISBN 0-932360-63-7..
- Hill, Michael. "Library of Congress Narrative. Jelly Roll Morton and Alan Lomax". {{Chú thích tạp chí}}: Chú thích magazine cần |magazine= (trợ giúp).
- Leonard, Neil (Spring–Summer 1986). "The Jazzman's Verbal Usage". Black American Literature Forum. Quyển 20 số 1/2. tr. 151–159. doi:10.2307/2904558. ISSN 0148-6179. JSTOR 2904558..
- Nicholson, Stuart (1993). Ella Fitzgerald: A Biography of the First Lady of Jazz. Cambridge, Massachusetts: Da Capo Press. ISBN 0-306-80642-8.[liên kết hỏng].
- Pressing, Jeff (1988). "Improvisation: Methods and Models". Trong Sloboda, John (biên tập). Generative Processes in Music. Oxford: Clarendon Press. ISBN 978-0-19-850846-5..
- Robinson, J. Bradford. "Scat Singing". Trong Macy, L. (biên tập). New Grove Dictionary of Music Online. Truy cập ngày 30 tháng 10 năm 2007..
- Stewart, Milton L. (1987). "Stylistic Environment and the Scat Singing Styles of Ella Fitzgerald and Sarah Vaughan". Jazzforschung/Jazz Research. Quyển 19. tr. 61–76. ISSN 0075-3572..